# قرار مجلس الأمن التابع للأمم المتحدة رقم 1197
قرار مجلس الأمن التابع للأمم المتحدة رقم 1197، الذي تم تبنيه بالإجماع في 18 سبتمبر 1998، بعد إعادة التأكيد على مسؤوليته الأساسية في الحفاظ على السلم والأمن الدوليين، تناول المجلس جهود التعاون مع منظمة الوحدة الأفريقية.
نظر مجلس الأمن في التوصيات الواردة في تقرير للأمين العام كوفي عنان بشأن «أسباب الصراع وتعزيز السلام الدائم والتنمية المستدامة في أفريقيا» فيما يتعلق بضرورة أن تقدم الأمم المتحدة الدعم والمساعدة للمنظمات الإقليمية ودون الإقليمية في مجال منع الصراع. وأشار إلى أحكام الفصل الثامن من ميثاق الأمم المتحدة لهذا الغرض.
ودعي الأمين العام إلى مساعدة منظمة الوحدة الأفريقية والمنظمات دون الإقليمية الأفريقية على إنشاء فرق تقييم اللوجستيات وتحديد المتطلبات اللوجستية والمالية لعمليات حفظ السلام الإقليمية أو دون الإقليمية. وطُلب منه أيضاً تعزيز تطوير عقيدة لحفظ السلام تحظى بقبول عام مع الدول الأعضاء وتبادل المفاهيم الحالية لعمليات حفظ السلام مع منظمة الوحدة الأفريقية والمنظمات دون الإقليمية. كما طُلب منهم إنشاء فرق تقييم لوجستية. وجرى التشجيع على إقامة شراكات بين البلدان والمنظمات الإقليمية المشاركة في عمليات السلام، ورحب المجلس باقتراح قدمته الجماعة الاقتصادية لدول غرب أفريقيا لإنشاء «مجلس حكماء» في إطار «آليتها لمنع وإدارة وقرار الصراع وحفظ السلام والأمن» لتيسير جهود الوساطة وطلبت الاستعدادات لإنشائها.
وفي الجزء الثاني من القرار، أقر المجلس إنشاء مكتب اتصال للأمم المتحدة للعمل الوقائي في منظمة الوحدة الأفريقية. وشجع على تعزيز التشاور والتنسيق بين الأمم المتحدة ومنظمة الوحدة الأفريقية والمنظمات دون الإقليمية. وأخيراً، دُعي الأمين العام إلى التدابير التالية وطُلب منه فيما بعد:
(أ) اعتماد آليات لتحسين تدفق المعلومات بين الأمم المتحدة ومنظمة الوحدة الأفريقية والمنظمات دون الإقليمية؛
(ب) وضع مؤشرات مشتركة لنظام الإنذار المبكر وتقاسمها بين ممثليهم الميدانيين والمقر؛
(ج) ترتيب زيارات للموظفين بين الأمم المتحدة ومنظمة الوحدة الأفريقية والمنظمات دون الإقليمية؛
(د) ترتيب معاني مشتركة في المجالات المتعلقة بأنظمة الإنذار المبكر والوقاية، بهدف تنسيق المبادرات مع النزاعات القائمة والمحتملة.

## روابط خارجية
- نص القرار في undocs.org